# 达伦·萨瑟兰
达伦·约翰·萨瑟兰（英語：Darren John Sutherland，1982年4月18日—2009年9月14日），爱尔兰男子拳击运动员。他曾代表爱尔兰参加2008年夏季奥林匹克运动会拳击比赛，获得男子75公斤铜牌。